# Costa Rica en la Copa de Oro de la Concacaf 2023
La selección de Costa Rica fue su 16° participación en la Copa Oro de la Concacaf.

## Clasificación

### Liga de Naciones de la Concacaf 2022-23

#### Fase de grupos - Grupo B
| Pos. | Equipo     | Pts. | PJ | G | E | P | GF | GC | Dif. | Clasificación                                     |
| ---- | ---------- | ---- | -- | - | - | - | -- | -- | ---- | ------------------------------------------------- |
| 1    | Panamá     | 10   | 4  | 3 | 1 | 0 | 8  | 0  | +8   | Fase final y Copa de Oro de la Concacaf 2023      |
| 2    | Costa Rica | 6    | 4  | 2 | 0 | 2 | 4  | 4  | 0    | Copa de Oro de la Concacaf 2023                   |
| 3    | Martinica  | 1    | 4  | 0 | 1 | 3 | 1  | 9  | −8   | Play-offs para la Copa de Oro de la Concacaf 2023 |

 Fuente: Concacaf
Criterios de clasificación: Puntos · Diferencia de goles · Goles a favor · Play-off
| 2 de junio de 2022  | Panamá                  | 2:0 (0:0) | Costa Rica | Estadio Rommel Fernández, Ciudad de Panamá |                                |
| 19:30 (18:30 UTC-5) | Díaz 52' · Waterman 76' | Reporte   |            | Árbitro(s): Fernando Hernández             | Árbitro(s): Fernando Hernández |

| 5 de junio de 2022  | Costa Rica               | 2:0 (1:0) | Martinica | Estadio Nacional, San José |                          |
| 13:00 (11:00 UTC-6) | Campbell 28' · Calvo 88' | Reporte   |           | Árbitro(s): Walter López   | Árbitro(s): Walter López |

| 25 de marzo de 2023 | Martinica | 1:2 (1:0) | Costa Rica                   | Estadio Pierre Aliker, Fort-de-France |                          |
| 19:00               | Biron 19' | Reporte   | Suárez 88' · Contreras 90+1' | Árbitro(s): Drew Fischer              | Árbitro(s): Drew Fischer |

| 28 de marzo de 2023 | Costa Rica | 0:1 (0:0) | Panamá      | Estadio Nacional, San José |                         |
| 22:00 (20:00 UTC-6) |            | Reporte   | Fajardo 77' | Árbitro(s): César Ramos    | Árbitro(s): César Ramos |

## Preparación
| 15 de junio de 2023 | Costa Rica | 0:1 (0:1) | Guatemala | Dignity Health Sports Park, Carson |                          |
|                     |            | Reporte   | Mejía 6'  | Árbitro(s): Nima Saghafi           | Árbitro(s): Nima Saghafi |

| 20 de junio de 2023 | Ecuador                             | 3:1 (1:0) | Costa Rica   | Subaru Park, Chester       |                            |
|                     | Valencia 20' · Pacho 57' · Vite 82' | Reporte   | Campbell 66' | Árbitro(s): Víctor Cáceres | Árbitro(s): Víctor Cáceres |

## Plantel
Entrenador:  Luis Fernando Suárez
| No. | Pos. | Jugador           | Fecha de nacimiento (edad)       | Apa. | Goles | Club               |
| --- | ---- | ----------------- | -------------------------------- | ---- | ----- | ------------------ |
| 1   | POR  | Jussef Delgado    | 27 de enero de 1994 (29 años)    | 0    | 0     | Pérez Zeledón      |
| 2   | DEF  | Carlos Martínez   | 30 de marzo de 1999 (24 años)    | 11   | 2     | L. D. Alajuelense  |
| 3   | DEF  | Juan Pablo Vargas | 6 de junio de 1995 (28 años)     | 14   | 2     | Millonarios F. C.  |
| 4   | DEF  | Keysher Fuller    | 12 de julio de 1994 (28 años)    | 37   | 3     | C. S. Herediano    |
| 5   | MED  | Celso Borges      | 27 de mayo de 1988 (35 años)     | 159  | 27    | L. D. Alajuelense  |
| 6   | DEF  | Pablo Arboine     | 3 de abril de 1998 (25 años)     | 3    | 0     | Deportivo Saprissa |
| 7   | DEL  | Anthony Contreras | 29 de enero de 2000 (23 años)    | 16   | 3     | C. S. Herediano    |
| 8   | MED  | Josimar Alcócer   | 7 de julio de 2004 (18 años)     | 3    | 0     | L. D. Alajuelense  |
| 9   | MED  | Diego Campos      | 1 de octubre de 1995 (27 años)   | 1    | 0     | Degerfors IF       |
| 10  | MED  | Cristopher Núñez  | 8 de diciembre de 1997 (25 años) | 5    | 0     | PAS Lamia 1964     |
| 11  | MED  | Aarón Suárez      | 27 de junio de 2002 (20 años)    | 7    | 1     | L. D. Alajuelense  |
| 12  | DEL  | Joel Campbell     | 26 de junio de 1992 (30 años)    | 126  | 26    | L. D. Alajuelense  |
| 13  | DEF  | Suhander Zúñiga   | 15 de enero de 1997 (26 años)    | 6    | 0     | L. D. Alajuelense  |
| 14  | MED  | Ricardo Peña      | 15 de julio de 2004 (18 años)    | 1    | 0     | Betis Juvenil A    |
| 15  | DEF  | Francisco Calvo   | 8 de julio de 1992 (30 años)     | 82   | 8     | Konyaspor          |
| 16  | DEL  | Warren Madrigal   | 24 de julio de 2004 (18 años)    | 2    | 0     | Deportivo Saprissa |
| 17  | MED  | Carlos Mora       | 18 de marzo de 2001 (22 años)    | 6    | 0     | L. D. Alajuelense  |
| 18  | POR  | Kevin Chamorro    | 8 de abril de 2003 (20 años)     | 4    | 0     | Deportivo Saprissa |
| 19  | DEF  | Kendall Waston    | 1 de enero de 1988 (35 años)     | 70   | 9     | Deportivo Saprissa |
| 20  | MED  | Wilmer Azofeifa   | 4 de junio de 1994 (29 años)     | 5    | 0     | A. D. San Carlos   |
| 21  | MED  | Roan Wilson       | 1 de mayo de 2002 (21 años)      | 7    | 0     | Gil Vicente F. C.  |
| 22  | DEF  | Jefry Valverde    | 10 de junio de 1995 (28 años)    | 3    | 0     | Deportivo Saprissa |
| 23  | POR  | Alexandre Lezcano | 26 de agosto de 2001 (21 años)   | 0    | 0     | C. S. Herediano    |

Por motivos de lesión, Roan Wilson y Carlos Mora fueron retirados de la competición a inicios de los cuartos de final, siendo remplazados por Yeltsin Tejeda y Kenneth Vargas a inicios de cuartos de final.
| No. | Pos. | Jugador        | Fecha de nacimiento (edad)    | Apa. | Goles | Club            |
| --- | ---- | -------------- | ----------------------------- | ---- | ----- | --------------- |
| 24  | MED  | Yeltsin Tejeda | 17 de marzo de 1992 (31 años) | 78   | 1     | C. S. Herediano |
| 25  | MED  | Kenneth Vargas | 17 de abril de 2002 (21 años) | 0    | 0     | C. S. Herediano |

## Participación

### Partidos
| Fecha       | Lugar           | Instancia        | Local       |                        | Resultado |                       | Visitante  |
| ----------- | --------------- | ---------------- | ----------- | ---------------------- | --------- | --------------------- | ---------- |
| 26 de junio | Fort Lauderdale | Fase de grupos   | Costa Rica  | Bandera de Costa Rica  | 1:2 (0:1) | Bandera de Panamá     | Panamá     |
| 30 de junio | Harrison        | Fase de grupos   | El Salvador | Bandera de El Salvador | 0:0       | Bandera de Costa Rica | Costa Rica |
| 4 de julio  | Harrison        | Fase de grupos   | Costa Rica  | Bandera de Costa Rica  | 6:4 (2:1) | Bandera de Martinica  | Guadalupe  |
| 8 de julio  | Arlington       | Cuartos de final | México      | Bandera de México      | 2:0 (0:0) | Bandera de Costa Rica | Costa Rica |

### Fase de grupos - Grupo C
| Selección   | Pts | PJ | PG | PE | PP | GF | GC | Dif |
| ----------- | --- | -- | -- | -- | -- | -- | -- | --- |
| Panamá      | 7   | 3  | 2  | 1  | 0  | 6  | 4  | 2   |
| Costa Rica  | 4   | 3  | 1  | 1  | 1  | 7  | 6  | 1   |
| Martinica   | 3   | 3  | 1  | 0  | 2  | 7  | 9  | –2  |
| El Salvador | 2   | 3  | 0  | 2  | 1  | 3  | 4  | –1  |

#### Costa Rica vs Panamá
| 26 de junio, 20:30 | Costa Rica   | 1:2 (0:1) | Panamá                     | DRV PNK Stadium, Fort Lauderdale                         |                                                          |
|                    | Suárez 90+1' | Reporte   | Fajardo 23' · Bárcenas 68' | Asistencia: 10 101 espectadores Árbitro(s): Drew Fischer | Asistencia: 10 101 espectadores Árbitro(s): Drew Fischer |

| 18    | POR   | Kevin Chamorro       |     |
| 22    | DEF   | Jefry Valverde       |     |
| 15    | DEF   | Francisco Calvo      |     |
| 18    | DEF   | Kendall Waston       |     |
| 3     | DEF   | Juan Pablo Vargas    |     |
| 13    | DEF   | Suhander Zúñiga      | 46' |
| 8     | MED   | Josimar Alcócer      | 72' |
| 5     | MED   | Celso Borges         | 73' |
| 14    | MED   | Ricardo Peña         | 59' |
| 12    | MED   | Joel Campbell        |     |
| 7     | DEL   | Anthony Contreras    | 59' |
| D. T. | D. T. | Luis Fernando Suárez |     |

| 22    | POR   | Orlando Mosquera       |     |
| 23    | DEF   | Michael Murillo        |     |
| 15    | DEF   | Eric Davis             | 85' |
| 4     | DEF   | Fidel Escobar          |     |
| 3     | DEF   | Harold Cummings        |     |
| 20    | MED   | Aníbal Godoy           | 74' |
| 16    | MED   | Andrés Cedeño          |     |
| 10    | MED   | Édgar Bárcenas         | 74' |
| 8     | MED   | Adalberto Carrasquilla |     |
| 17    | DEL   | José Fajardo           | 74' |
| 11    | DEL   | Ismael Díaz            | 62' |
| D. T. | D. T. | Thomas Christiansen    |     |

| 11 | MED | Aarón Suárez     | 46' |
| 20 | MED | Wilmer Azofeifa  | 59' |
| 17 | MED | Carlos Mora      | 59' |
| 10 | MED | Cristopher Núñez | 72' |
| 17 | DEL | Warren Madrigal  | 73' |

| 19 | DEL | Alberto Quintero  | 62' |
| 18 | DEL | Cecilio Waterman  | 74' |
| 2  | DEF | César Blackman    | 74' |
| 6  | MED | Cristian Martínez | 74' |
| 13 | DEL | Freddy Góndola    | 85' |

| 90+1' | Aarón Suárez |  |

| 22' · 68' | José Fajardo Édgar Bárcenas |  |

| 15' · 85' | Josimar Alcócer Wilmer Azofeifa |

| 44' | Aníbal Godoy |

| Principal  | Drew Fischer     |
| Asistentes | Kathryn Nesbitt  |
|            | Michael Barwegen |
| Cuarto     | Joe Dickerson    |

|  |                    |     |     |
|  | Tiros              | 6   | 15  |
|  | Tiros a puerta     | 4   | 10  |
|  | Faltas             | 14  | 13  |
|  | Saques de esquina  | 1   | 5   |
|  | Penaltis           | 0   | 0   |
|  | Fueras de juego    | 1   | 0   |
|  | Posesión del balón | 38% | 62% |

| 18    | POR   | Kevin Chamorro       |     |
| 22    | DEF   | Jefry Valverde       |     |
| 15    | DEF   | Francisco Calvo      |     |
| 18    | DEF   | Kendall Waston       |     |
| 3     | DEF   | Juan Pablo Vargas    |     |
| 13    | DEF   | Suhander Zúñiga      | 46' |
| 8     | MED   | Josimar Alcócer      | 72' |
| 5     | MED   | Celso Borges         | 73' |
| 14    | MED   | Ricardo Peña         | 59' |
| 12    | MED   | Joel Campbell        |     |
| 7     | DEL   | Anthony Contreras    | 59' |
| D. T. | D. T. | Luis Fernando Suárez |     |

| 22    | POR   | Orlando Mosquera       |     |
| 23    | DEF   | Michael Murillo        |     |
| 15    | DEF   | Eric Davis             | 85' |
| 4     | DEF   | Fidel Escobar          |     |
| 3     | DEF   | Harold Cummings        |     |
| 20    | MED   | Aníbal Godoy           | 74' |
| 16    | MED   | Andrés Cedeño          |     |
| 10    | MED   | Édgar Bárcenas         | 74' |
| 8     | MED   | Adalberto Carrasquilla |     |
| 17    | DEL   | José Fajardo           | 74' |
| 11    | DEL   | Ismael Díaz            | 62' |
| D. T. | D. T. | Thomas Christiansen    |     |

| 11 | MED | Aarón Suárez     | 46' |
| 20 | MED | Wilmer Azofeifa  | 59' |
| 17 | MED | Carlos Mora      | 59' |
| 10 | MED | Cristopher Núñez | 72' |
| 17 | DEL | Warren Madrigal  | 73' |

| 19 | DEL | Alberto Quintero  | 62' |
| 18 | DEL | Cecilio Waterman  | 74' |
| 2  | DEF | César Blackman    | 74' |
| 6  | MED | Cristian Martínez | 74' |
| 13 | DEL | Freddy Góndola    | 85' |

| 90+1' | Aarón Suárez |  |

| 22' · 68' | José Fajardo Édgar Bárcenas |  |

| 15' · 85' | Josimar Alcócer Wilmer Azofeifa |

| 44' | Aníbal Godoy |

| Principal  | Drew Fischer     |
| Asistentes | Kathryn Nesbitt  |
|            | Michael Barwegen |
| Cuarto     | Joe Dickerson    |

|  |                    |     |     |
|  | Tiros              | 6   | 15  |
|  | Tiros a puerta     | 4   | 10  |
|  | Faltas             | 14  | 13  |
|  | Saques de esquina  | 1   | 5   |
|  | Penaltis           | 0   | 0   |
|  | Fueras de juego    | 1   | 0   |
|  | Posesión del balón | 38% | 62% |

| 18    | POR   | Kevin Chamorro       |     |
| 22    | DEF   | Jefry Valverde       |     |
| 15    | DEF   | Francisco Calvo      |     |
| 18    | DEF   | Kendall Waston       |     |
| 3     | DEF   | Juan Pablo Vargas    |     |
| 13    | DEF   | Suhander Zúñiga      | 46' |
| 8     | MED   | Josimar Alcócer      | 72' |
| 5     | MED   | Celso Borges         | 73' |
| 14    | MED   | Ricardo Peña         | 59' |
| 12    | MED   | Joel Campbell        |     |
| 7     | DEL   | Anthony Contreras    | 59' |
| D. T. | D. T. | Luis Fernando Suárez |     |

| 22    | POR   | Orlando Mosquera       |     |
| 23    | DEF   | Michael Murillo        |     |
| 15    | DEF   | Eric Davis             | 85' |
| 4     | DEF   | Fidel Escobar          |     |
| 3     | DEF   | Harold Cummings        |     |
| 20    | MED   | Aníbal Godoy           | 74' |
| 16    | MED   | Andrés Cedeño          |     |
| 10    | MED   | Édgar Bárcenas         | 74' |
| 8     | MED   | Adalberto Carrasquilla |     |
| 17    | DEL   | José Fajardo           | 74' |
| 11    | DEL   | Ismael Díaz            | 62' |
| D. T. | D. T. | Thomas Christiansen    |     |

| 11 | MED | Aarón Suárez     | 46' |
| 20 | MED | Wilmer Azofeifa  | 59' |
| 17 | MED | Carlos Mora      | 59' |
| 10 | MED | Cristopher Núñez | 72' |
| 17 | DEL | Warren Madrigal  | 73' |

| 19 | DEL | Alberto Quintero  | 62' |
| 18 | DEL | Cecilio Waterman  | 74' |
| 2  | DEF | César Blackman    | 74' |
| 6  | MED | Cristian Martínez | 74' |
| 13 | DEL | Freddy Góndola    | 85' |

| 90+1' | Aarón Suárez |  |

| 22' · 68' | José Fajardo Édgar Bárcenas |  |

| 15' · 85' | Josimar Alcócer Wilmer Azofeifa |

| 44' | Aníbal Godoy |

| Principal  | Drew Fischer     |
| Asistentes | Kathryn Nesbitt  |
|            | Michael Barwegen |
| Cuarto     | Joe Dickerson    |

|  |                    |     |     |
|  | Tiros              | 6   | 15  |
|  | Tiros a puerta     | 4   | 10  |
|  | Faltas             | 14  | 13  |
|  | Saques de esquina  | 1   | 5   |
|  | Penaltis           | 0   | 0   |
|  | Fueras de juego    | 1   | 0   |
|  | Posesión del balón | 38% | 62% |

| 18    | POR   | Kevin Chamorro       |     |
| 22    | DEF   | Jefry Valverde       |     |
| 15    | DEF   | Francisco Calvo      |     |
| 18    | DEF   | Kendall Waston       |     |
| 3     | DEF   | Juan Pablo Vargas    |     |
| 13    | DEF   | Suhander Zúñiga      | 46' |
| 8     | MED   | Josimar Alcócer      | 72' |
| 5     | MED   | Celso Borges         | 73' |
| 14    | MED   | Ricardo Peña         | 59' |
| 12    | MED   | Joel Campbell        |     |
| 7     | DEL   | Anthony Contreras    | 59' |
| D. T. | D. T. | Luis Fernando Suárez |     |

| 22    | POR   | Orlando Mosquera       |     |
| 23    | DEF   | Michael Murillo        |     |
| 15    | DEF   | Eric Davis             | 85' |
| 4     | DEF   | Fidel Escobar          |     |
| 3     | DEF   | Harold Cummings        |     |
| 20    | MED   | Aníbal Godoy           | 74' |
| 16    | MED   | Andrés Cedeño          |     |
| 10    | MED   | Édgar Bárcenas         | 74' |
| 8     | MED   | Adalberto Carrasquilla |     |
| 17    | DEL   | José Fajardo           | 74' |
| 11    | DEL   | Ismael Díaz            | 62' |
| D. T. | D. T. | Thomas Christiansen    |     |

| 11 | MED | Aarón Suárez     | 46' |
| 20 | MED | Wilmer Azofeifa  | 59' |
| 17 | MED | Carlos Mora      | 59' |
| 10 | MED | Cristopher Núñez | 72' |
| 17 | DEL | Warren Madrigal  | 73' |

| 19 | DEL | Alberto Quintero  | 62' |
| 18 | DEL | Cecilio Waterman  | 74' |
| 2  | DEF | César Blackman    | 74' |
| 6  | MED | Cristian Martínez | 74' |
| 13 | DEL | Freddy Góndola    | 85' |

| 90+1' | Aarón Suárez |  |

| 22' · 68' | José Fajardo Édgar Bárcenas |  |

| 15' · 85' | Josimar Alcócer Wilmer Azofeifa |

| 44' | Aníbal Godoy |

| Principal  | Drew Fischer     |
| Asistentes | Kathryn Nesbitt  |
|            | Michael Barwegen |
| Cuarto     | Joe Dickerson    |

|  |                    |     |     |
|  | Tiros              | 6   | 15  |
|  | Tiros a puerta     | 4   | 10  |
|  | Faltas             | 14  | 13  |
|  | Saques de esquina  | 1   | 5   |
|  | Penaltis           | 0   | 0   |
|  | Fueras de juego    | 1   | 0   |
|  | Posesión del balón | 38% | 62% |

#### El Salvador vs Costa Rica
| 30 de junio, 20:30 | El Salvador | 0:0     | Costa Rica | Red Bull Arena, Harrison                                |                                                         |
|                    |             | Reporte |            | Asistencia: 22 615 espectadores Árbitro(s): César Ramos | Asistencia: 22 615 espectadores Árbitro(s): César Ramos |

| 1     | POR   | Mario González     |     |
| 15    | DEF   | Alex Roldán        |     |
| 2     | DEF   | Erick Cabalceta    |     |
| 4     | DEF   | Eriq Zavaleta      | 73' |
| 21    | DEF   | Bryan Tamacas      |     |
| 17    | MED   | Jairo Henríquez    | 82' |
| 6     | MED   | Narciso Orellana   | 83' |
| 8     | MED   | Bryan Landaverde   |     |
| 21    | MED   | Leonardo Menjívar  | 82' |
| 9     | DEL   | Brayan Gil         | 90' |
| 7     | DEL   | Joshua Pérez       |     |
| D. T. | D. T. | Hugo Ernesto Pérez |     |

| 18    | POR   | Kevin Chamorro       |     |
| 22    | DEF   | Jefry Valverde       |     |
| 3     | DEF   | Juan Pablo Vargas    |     |
| 19    | DEF   | Kendall Waston       |     |
| 15    | DEF   | Francisco Calvo      |     |
| 5     | MED   | Celso Borges         |     |
| 10    | MED   | Cristopher Núñez     | 73' |
| 11    | MED   | Aarón Suárez         | 64' |
| 17    | MED   | Carlos Mora          | 46' |
| 8     | MED   | Josimar Alcócer      |     |
| 12    | DEL   | Joel Campbell        |     |
| D. T. | D. T. | Luis Fernando Suárez |     |

| 3  | DEF | Roberto Domínguez  | 73' |
| 19 | MED | Kevin Reyes        | 82' |
| 10 | DEl | Mayer Gil          | 82' |
| 14 | MED | Christian Martínez | 83' |
|    | DEL | Cristian Gil       | 90' |

| 16 | DEL | Warren Madrigal   | 46 89' |
| 20 | MED | Wilmer Azofeifa   | 64'    |
| 7  | DEL | Anthony Contreras | 73'    |
| 6  | DEF | Pablo Arboine     | 89'    |

| 77' | Narciso Orellana |

| 46' · 58' | Cristopher Núñez Juan Pablo Vargas |

| Principal  | César Ramos       |
| Asistentes | Alberto Morín     |
|            | Marco Bisguerra   |
| Cuarto     | Randy Encarnación |

|  |                    |     |     |
|  | Tiros              | 9   | 12  |
|  | Tiros a puerta     | 2   | 3   |
|  | Faltas             | 12  | 19  |
|  | Saques de esquina  | 2   | 3   |
|  | Penaltis           | 0   | 0   |
|  | Fueras de juego    | 0   | 3   |
|  | Posesión del balón | 47% | 53% |

| 1     | POR   | Mario González     |     |
| 15    | DEF   | Alex Roldán        |     |
| 2     | DEF   | Erick Cabalceta    |     |
| 4     | DEF   | Eriq Zavaleta      | 73' |
| 21    | DEF   | Bryan Tamacas      |     |
| 17    | MED   | Jairo Henríquez    | 82' |
| 6     | MED   | Narciso Orellana   | 83' |
| 8     | MED   | Bryan Landaverde   |     |
| 21    | MED   | Leonardo Menjívar  | 82' |
| 9     | DEL   | Brayan Gil         | 90' |
| 7     | DEL   | Joshua Pérez       |     |
| D. T. | D. T. | Hugo Ernesto Pérez |     |

| 18    | POR   | Kevin Chamorro       |     |
| 22    | DEF   | Jefry Valverde       |     |
| 3     | DEF   | Juan Pablo Vargas    |     |
| 19    | DEF   | Kendall Waston       |     |
| 15    | DEF   | Francisco Calvo      |     |
| 5     | MED   | Celso Borges         |     |
| 10    | MED   | Cristopher Núñez     | 73' |
| 11    | MED   | Aarón Suárez         | 64' |
| 17    | MED   | Carlos Mora          | 46' |
| 8     | MED   | Josimar Alcócer      |     |
| 12    | DEL   | Joel Campbell        |     |
| D. T. | D. T. | Luis Fernando Suárez |     |

| 3  | DEF | Roberto Domínguez  | 73' |
| 19 | MED | Kevin Reyes        | 82' |
| 10 | DEl | Mayer Gil          | 82' |
| 14 | MED | Christian Martínez | 83' |
|    | DEL | Cristian Gil       | 90' |

| 16 | DEL | Warren Madrigal   | 46 89' |
| 20 | MED | Wilmer Azofeifa   | 64'    |
| 7  | DEL | Anthony Contreras | 73'    |
| 6  | DEF | Pablo Arboine     | 89'    |

| 77' | Narciso Orellana |

| 46' · 58' | Cristopher Núñez Juan Pablo Vargas |

| Principal  | César Ramos       |
| Asistentes | Alberto Morín     |
|            | Marco Bisguerra   |
| Cuarto     | Randy Encarnación |

|  |                    |     |     |
|  | Tiros              | 9   | 12  |
|  | Tiros a puerta     | 2   | 3   |
|  | Faltas             | 12  | 19  |
|  | Saques de esquina  | 2   | 3   |
|  | Penaltis           | 0   | 0   |
|  | Fueras de juego    | 0   | 3   |
|  | Posesión del balón | 47% | 53% |

| 1     | POR   | Mario González     |     |
| 15    | DEF   | Alex Roldán        |     |
| 2     | DEF   | Erick Cabalceta    |     |
| 4     | DEF   | Eriq Zavaleta      | 73' |
| 21    | DEF   | Bryan Tamacas      |     |
| 17    | MED   | Jairo Henríquez    | 82' |
| 6     | MED   | Narciso Orellana   | 83' |
| 8     | MED   | Bryan Landaverde   |     |
| 21    | MED   | Leonardo Menjívar  | 82' |
| 9     | DEL   | Brayan Gil         | 90' |
| 7     | DEL   | Joshua Pérez       |     |
| D. T. | D. T. | Hugo Ernesto Pérez |     |

| 18    | POR   | Kevin Chamorro       |     |
| 22    | DEF   | Jefry Valverde       |     |
| 3     | DEF   | Juan Pablo Vargas    |     |
| 19    | DEF   | Kendall Waston       |     |
| 15    | DEF   | Francisco Calvo      |     |
| 5     | MED   | Celso Borges         |     |
| 10    | MED   | Cristopher Núñez     | 73' |
| 11    | MED   | Aarón Suárez         | 64' |
| 17    | MED   | Carlos Mora          | 46' |
| 8     | MED   | Josimar Alcócer      |     |
| 12    | DEL   | Joel Campbell        |     |
| D. T. | D. T. | Luis Fernando Suárez |     |

| 3  | DEF | Roberto Domínguez  | 73' |
| 19 | MED | Kevin Reyes        | 82' |
| 10 | DEl | Mayer Gil          | 82' |
| 14 | MED | Christian Martínez | 83' |
|    | DEL | Cristian Gil       | 90' |

| 16 | DEL | Warren Madrigal   | 46 89' |
| 20 | MED | Wilmer Azofeifa   | 64'    |
| 7  | DEL | Anthony Contreras | 73'    |
| 6  | DEF | Pablo Arboine     | 89'    |

| 77' | Narciso Orellana |

| 46' · 58' | Cristopher Núñez Juan Pablo Vargas |

| Principal  | César Ramos       |
| Asistentes | Alberto Morín     |
|            | Marco Bisguerra   |
| Cuarto     | Randy Encarnación |

|  |                    |     |     |
|  | Tiros              | 9   | 12  |
|  | Tiros a puerta     | 2   | 3   |
|  | Faltas             | 12  | 19  |
|  | Saques de esquina  | 2   | 3   |
|  | Penaltis           | 0   | 0   |
|  | Fueras de juego    | 0   | 3   |
|  | Posesión del balón | 47% | 53% |

| 1     | POR   | Mario González     |     |
| 15    | DEF   | Alex Roldán        |     |
| 2     | DEF   | Erick Cabalceta    |     |
| 4     | DEF   | Eriq Zavaleta      | 73' |
| 21    | DEF   | Bryan Tamacas      |     |
| 17    | MED   | Jairo Henríquez    | 82' |
| 6     | MED   | Narciso Orellana   | 83' |
| 8     | MED   | Bryan Landaverde   |     |
| 21    | MED   | Leonardo Menjívar  | 82' |
| 9     | DEL   | Brayan Gil         | 90' |
| 7     | DEL   | Joshua Pérez       |     |
| D. T. | D. T. | Hugo Ernesto Pérez |     |

| 18    | POR   | Kevin Chamorro       |     |
| 22    | DEF   | Jefry Valverde       |     |
| 3     | DEF   | Juan Pablo Vargas    |     |
| 19    | DEF   | Kendall Waston       |     |
| 15    | DEF   | Francisco Calvo      |     |
| 5     | MED   | Celso Borges         |     |
| 10    | MED   | Cristopher Núñez     | 73' |
| 11    | MED   | Aarón Suárez         | 64' |
| 17    | MED   | Carlos Mora          | 46' |
| 8     | MED   | Josimar Alcócer      |     |
| 12    | DEL   | Joel Campbell        |     |
| D. T. | D. T. | Luis Fernando Suárez |     |

| 3  | DEF | Roberto Domínguez  | 73' |
| 19 | MED | Kevin Reyes        | 82' |
| 10 | DEl | Mayer Gil          | 82' |
| 14 | MED | Christian Martínez | 83' |
|    | DEL | Cristian Gil       | 90' |

| 16 | DEL | Warren Madrigal   | 46 89' |
| 20 | MED | Wilmer Azofeifa   | 64'    |
| 7  | DEL | Anthony Contreras | 73'    |
| 6  | DEF | Pablo Arboine     | 89'    |

| 77' | Narciso Orellana |

| 46' · 58' | Cristopher Núñez Juan Pablo Vargas |

| Principal  | César Ramos       |
| Asistentes | Alberto Morín     |
|            | Marco Bisguerra   |
| Cuarto     | Randy Encarnación |

|  |                    |     |     |
|  | Tiros              | 9   | 12  |
|  | Tiros a puerta     | 2   | 3   |
|  | Faltas             | 12  | 19  |
|  | Saques de esquina  | 2   | 3   |
|  | Penaltis           | 0   | 0   |
|  | Fueras de juego    | 0   | 3   |
|  | Posesión del balón | 47% | 53% |

#### Costa Rica vs Martinica
| 4 de julio, 20:30 | Costa Rica                                                                     | 6:4 (2:1) | Martinica                                   | Red Bull Arena, Harrison                                |                                                         |
|                   | Waston 9' · Calvo 40' · Vargas 53' · Campbell 58' · Contreras 68' · Campos 89' | Reporte   | Burner 18' 78' · Labeau 74' · Mexique 90+2' | Asistencia: 21 531 espectadores Árbitro(s): Bryan López | Asistencia: 21 531 espectadores Árbitro(s): Bryan López |

| 18    | POR   | Kevin Chamorro       |     |
| 22    | DEF   | Jefry Valverde       | 82' |
| 19    | DEF   | Kendall Waston       |     |
| 3     | DEF   | Juan Pablo Vargas    |     |
| 15    | DEF   | Francisco Calvo      |     |
| 20    | MED   | Wilmer Azofeifa      | 75' |
| 5     | MED   | Celso Borges         |     |
| 10    | MED   | Cristopher Núñez     | 75' |
| 12    | MED   | Joel Campbell        |     |
| 8     | MED   | Josimar Alcócer      | 63' |
| 7     | DEL   | Anthony Contreras    | 82' |
| D. T. | D. T. | Luis Fernando Suárez |     |

| 16    | POR   | Yannis Clementia  |     |
| 7     | DEF   | Ronny Labonne     |     |
| 22    | DEF   | Florent Poulolo   |     |
| 18    | DEF   | Jonathan Rivierez | 85' |
| 21    | DEF   | Florian Lapis     |     |
| 17    | MED   | Karl Fabien       | 71' |
| 14    | MED   | Cyril Mandouki    |     |
| 13    | MED   | Daniel Hérelle    | 58' |
| 15    | MED   | Patrick Burner    |     |
| 13    | DEL   | Kévin Fortuné     | 58' |
| 10    | DEL   | Brighton Labeau   |     |
| D. T. | D. T. | Marc Collat       |     |

| 13 | MED | Suhander Zúñiga | 63' |
| 9  | MED | Diego Campos    | 75' |
| 21 | MED | Roan Wilson     | 75' |
| 6  | DEF | Pablo Arboine   | 82' |
| 16 | DEL | Warren Madrigal | 82' |

| 12 | DEL | Enrick Reuperné  | 58' |
| 6  | MED | Jonathan Mexique | 58' |
| 20 | MED | Ghislain Arbaut  | 71' |
| 8  | DEF | Andy Marny       | 85' |

| 9' · 40' · 53' · 58' · 68' · 89' | Kendall Waston Francisco Calvo Juan Pablo Vargas Joel Campbell Anthony Contreras Diego Campos |  |

| 18' · 74' · 78' · 90+2' | Patrick Burner Brighton Labeau Patrick Burner Jonathan Mexique |  |

| 43' · 73' · 79' | Kendall Waston Jefry Valverde Roan Wilson |

| 47' · 57' · 87' | Daniel Hérelle Yannis Clementia Andy Marny |

| Principal  | Bryan López        |
| Asistentes | Corey Parker       |
|            | Kyle Atkins        |
| Cuarto     | Armando Villarreal |

|  |                    |     |     |
|  | Tiros              | 13  | 14  |
|  | Tiros a puerta     | 7   | 6   |
|  | Faltas             | 13  | 10  |
|  | Saques de esquina  | 4   | 5   |
|  | Penaltis           | 1   | 1   |
|  | Fueras de juego    | 4   | 2   |
|  | Posesión del balón | 56% | 44% |

| 18    | POR   | Kevin Chamorro       |     |
| 22    | DEF   | Jefry Valverde       | 82' |
| 19    | DEF   | Kendall Waston       |     |
| 3     | DEF   | Juan Pablo Vargas    |     |
| 15    | DEF   | Francisco Calvo      |     |
| 20    | MED   | Wilmer Azofeifa      | 75' |
| 5     | MED   | Celso Borges         |     |
| 10    | MED   | Cristopher Núñez     | 75' |
| 12    | MED   | Joel Campbell        |     |
| 8     | MED   | Josimar Alcócer      | 63' |
| 7     | DEL   | Anthony Contreras    | 82' |
| D. T. | D. T. | Luis Fernando Suárez |     |

| 16    | POR   | Yannis Clementia  |     |
| 7     | DEF   | Ronny Labonne     |     |
| 22    | DEF   | Florent Poulolo   |     |
| 18    | DEF   | Jonathan Rivierez | 85' |
| 21    | DEF   | Florian Lapis     |     |
| 17    | MED   | Karl Fabien       | 71' |
| 14    | MED   | Cyril Mandouki    |     |
| 13    | MED   | Daniel Hérelle    | 58' |
| 15    | MED   | Patrick Burner    |     |
| 13    | DEL   | Kévin Fortuné     | 58' |
| 10    | DEL   | Brighton Labeau   |     |
| D. T. | D. T. | Marc Collat       |     |

| 13 | MED | Suhander Zúñiga | 63' |
| 9  | MED | Diego Campos    | 75' |
| 21 | MED | Roan Wilson     | 75' |
| 6  | DEF | Pablo Arboine   | 82' |
| 16 | DEL | Warren Madrigal | 82' |

| 12 | DEL | Enrick Reuperné  | 58' |
| 6  | MED | Jonathan Mexique | 58' |
| 20 | MED | Ghislain Arbaut  | 71' |
| 8  | DEF | Andy Marny       | 85' |

| 9' · 40' · 53' · 58' · 68' · 89' | Kendall Waston Francisco Calvo Juan Pablo Vargas Joel Campbell Anthony Contreras Diego Campos |  |

| 18' · 74' · 78' · 90+2' | Patrick Burner Brighton Labeau Patrick Burner Jonathan Mexique |  |

| 43' · 73' · 79' | Kendall Waston Jefry Valverde Roan Wilson |

| 47' · 57' · 87' | Daniel Hérelle Yannis Clementia Andy Marny |

| Principal  | Bryan López        |
| Asistentes | Corey Parker       |
|            | Kyle Atkins        |
| Cuarto     | Armando Villarreal |

|  |                    |     |     |
|  | Tiros              | 13  | 14  |
|  | Tiros a puerta     | 7   | 6   |
|  | Faltas             | 13  | 10  |
|  | Saques de esquina  | 4   | 5   |
|  | Penaltis           | 1   | 1   |
|  | Fueras de juego    | 4   | 2   |
|  | Posesión del balón | 56% | 44% |

| 18    | POR   | Kevin Chamorro       |     |
| 22    | DEF   | Jefry Valverde       | 82' |
| 19    | DEF   | Kendall Waston       |     |
| 3     | DEF   | Juan Pablo Vargas    |     |
| 15    | DEF   | Francisco Calvo      |     |
| 20    | MED   | Wilmer Azofeifa      | 75' |
| 5     | MED   | Celso Borges         |     |
| 10    | MED   | Cristopher Núñez     | 75' |
| 12    | MED   | Joel Campbell        |     |
| 8     | MED   | Josimar Alcócer      | 63' |
| 7     | DEL   | Anthony Contreras    | 82' |
| D. T. | D. T. | Luis Fernando Suárez |     |

| 16    | POR   | Yannis Clementia  |     |
| 7     | DEF   | Ronny Labonne     |     |
| 22    | DEF   | Florent Poulolo   |     |
| 18    | DEF   | Jonathan Rivierez | 85' |
| 21    | DEF   | Florian Lapis     |     |
| 17    | MED   | Karl Fabien       | 71' |
| 14    | MED   | Cyril Mandouki    |     |
| 13    | MED   | Daniel Hérelle    | 58' |
| 15    | MED   | Patrick Burner    |     |
| 13    | DEL   | Kévin Fortuné     | 58' |
| 10    | DEL   | Brighton Labeau   |     |
| D. T. | D. T. | Marc Collat       |     |

| 13 | MED | Suhander Zúñiga | 63' |
| 9  | MED | Diego Campos    | 75' |
| 21 | MED | Roan Wilson     | 75' |
| 6  | DEF | Pablo Arboine   | 82' |
| 16 | DEL | Warren Madrigal | 82' |

| 12 | DEL | Enrick Reuperné  | 58' |
| 6  | MED | Jonathan Mexique | 58' |
| 20 | MED | Ghislain Arbaut  | 71' |
| 8  | DEF | Andy Marny       | 85' |

| 9' · 40' · 53' · 58' · 68' · 89' | Kendall Waston Francisco Calvo Juan Pablo Vargas Joel Campbell Anthony Contreras Diego Campos |  |

| 18' · 74' · 78' · 90+2' | Patrick Burner Brighton Labeau Patrick Burner Jonathan Mexique |  |

| 43' · 73' · 79' | Kendall Waston Jefry Valverde Roan Wilson |

| 47' · 57' · 87' | Daniel Hérelle Yannis Clementia Andy Marny |

| Principal  | Bryan López        |
| Asistentes | Corey Parker       |
|            | Kyle Atkins        |
| Cuarto     | Armando Villarreal |

|  |                    |     |     |
|  | Tiros              | 13  | 14  |
|  | Tiros a puerta     | 7   | 6   |
|  | Faltas             | 13  | 10  |
|  | Saques de esquina  | 4   | 5   |
|  | Penaltis           | 1   | 1   |
|  | Fueras de juego    | 4   | 2   |
|  | Posesión del balón | 56% | 44% |

| 18    | POR   | Kevin Chamorro       |     |
| 22    | DEF   | Jefry Valverde       | 82' |
| 19    | DEF   | Kendall Waston       |     |
| 3     | DEF   | Juan Pablo Vargas    |     |
| 15    | DEF   | Francisco Calvo      |     |
| 20    | MED   | Wilmer Azofeifa      | 75' |
| 5     | MED   | Celso Borges         |     |
| 10    | MED   | Cristopher Núñez     | 75' |
| 12    | MED   | Joel Campbell        |     |
| 8     | MED   | Josimar Alcócer      | 63' |
| 7     | DEL   | Anthony Contreras    | 82' |
| D. T. | D. T. | Luis Fernando Suárez |     |

| 16    | POR   | Yannis Clementia  |     |
| 7     | DEF   | Ronny Labonne     |     |
| 22    | DEF   | Florent Poulolo   |     |
| 18    | DEF   | Jonathan Rivierez | 85' |
| 21    | DEF   | Florian Lapis     |     |
| 17    | MED   | Karl Fabien       | 71' |
| 14    | MED   | Cyril Mandouki    |     |
| 13    | MED   | Daniel Hérelle    | 58' |
| 15    | MED   | Patrick Burner    |     |
| 13    | DEL   | Kévin Fortuné     | 58' |
| 10    | DEL   | Brighton Labeau   |     |
| D. T. | D. T. | Marc Collat       |     |

| 13 | MED | Suhander Zúñiga | 63' |
| 9  | MED | Diego Campos    | 75' |
| 21 | MED | Roan Wilson     | 75' |
| 6  | DEF | Pablo Arboine   | 82' |
| 16 | DEL | Warren Madrigal | 82' |

| 12 | DEL | Enrick Reuperné  | 58' |
| 6  | MED | Jonathan Mexique | 58' |
| 20 | MED | Ghislain Arbaut  | 71' |
| 8  | DEF | Andy Marny       | 85' |

| 9' · 40' · 53' · 58' · 68' · 89' | Kendall Waston Francisco Calvo Juan Pablo Vargas Joel Campbell Anthony Contreras Diego Campos |  |

| 18' · 74' · 78' · 90+2' | Patrick Burner Brighton Labeau Patrick Burner Jonathan Mexique |  |

| 43' · 73' · 79' | Kendall Waston Jefry Valverde Roan Wilson |

| 47' · 57' · 87' | Daniel Hérelle Yannis Clementia Andy Marny |

| Principal  | Bryan López        |
| Asistentes | Corey Parker       |
|            | Kyle Atkins        |
| Cuarto     | Armando Villarreal |

|  |                    |     |     |
|  | Tiros              | 13  | 14  |
|  | Tiros a puerta     | 7   | 6   |
|  | Faltas             | 13  | 10  |
|  | Saques de esquina  | 4   | 5   |
|  | Penaltis           | 1   | 1   |
|  | Fueras de juego    | 4   | 2   |
|  | Posesión del balón | 56% | 44% |

### Cuartos de final

#### México vs Costa Rica
| 8 de julio de 2023, 20:30 | México                          | 2:0 (0:0) | Costa Rica | AT&T Stadium, Arlington                                   |                                                           |
|                           | Pineda 52' (pen.) · Sánchez 87' | Reporte   |            | Asistencia: 60 355 espectadores Árbitro(s): Said Martínez | Asistencia: 60 355 espectadores Árbitro(s): Said Martínez |

| 1     | POR   | Guillermo Ochoa |       |
| 23    | DEF   | Jesús Gallardo  |       |
| 5     | DEF   | Johan Vázquez   |       |
| 3     | DEF   | César Montes    |       |
| 19    | DEF   | Jorge Sánchez   | 84'   |
| 18    | MED   | Luis Chávez     | 70'   |
| 4     | MED   | Edson Álvarez   | 90+1' |
| 7     | MED   | Luis Romo       |       |
| 17    | MED   | Orbelín Pineda  | 84'   |
| 15    | MED   | Uriel Antuna    |       |
| 20    | DEL   | Henry Martín    | 70'   |
| D. T. | D. T. | Jaime Lozano    |       |

| 18    | POR   | Kevin Chamorro       |     |
| 22    | DEF   | Jefry Valverde       |     |
| 19    | DEF   | Kendall Waston       |     |
| 3     | DEF   | Juan Pablo Vargas    |     |
| 15    | DEF   | Francisco Calvo      | 82' |
| 20    | MED   | Wilmer Azofeifa      | 63' |
| 5     | MED   | Celso Borges         |     |
| 10    | MED   | Cristopher Núñez     | 83' |
| 12    | MED   | Joel Campbell        |     |
| 8     | MED   | Josimar Alcócer      | 82' |
| 7     | DEL   | Anthony Contreras    |     |
| D. T. | D. T. | Luis Fernando Suárez |     |

| 14 | MED | Erick Sánchez    | 70'   |
| 11 | DEL | Santiago Giménez | 70'   |
| 2  | DEF | Julián Araujo    | 84'   |
| 10 | DEL | Roberto Alvarado | 84'   |
| 21 | DEF | Israel Reyes     | 90+1' |

| 11 | MED | Aarón Suárez    | 63' |
| 16 | DEL | Warren Madrigal | 82' |
| 13 | DEF | Suhander Zúñiga | 82' |
| 6  | DEF | Pablo Arboine   | 83' |

| 52' · 87' | Orbelín Pineda Érick Sánchez |  |

| 55' | Edson Álvarez |

| 12' · 68' · 87' | Wilmer Azofeifa Celso Borges Francisco Calvo |

| Principal  | Said Martínez     |
| Asistentes | Walter López      |
|            | Christian Ramírez |
| Cuarto     | Chris Penso       |

|  |                    |     |     |
|  | Tiros              | 14  | 9   |
|  | Tiros a puerta     | 8   | 1   |
|  | Faltas             | 16  | 16  |
|  | Saques de esquina  | 4   | 7   |
|  | Penaltis           | 1   | 0   |
|  | Fueras de juego    | 2   | 1   |
|  | Posesión del balón | 52% | 48% |

| 1     | POR   | Guillermo Ochoa |       |
| 23    | DEF   | Jesús Gallardo  |       |
| 5     | DEF   | Johan Vázquez   |       |
| 3     | DEF   | César Montes    |       |
| 19    | DEF   | Jorge Sánchez   | 84'   |
| 18    | MED   | Luis Chávez     | 70'   |
| 4     | MED   | Edson Álvarez   | 90+1' |
| 7     | MED   | Luis Romo       |       |
| 17    | MED   | Orbelín Pineda  | 84'   |
| 15    | MED   | Uriel Antuna    |       |
| 20    | DEL   | Henry Martín    | 70'   |
| D. T. | D. T. | Jaime Lozano    |       |

| 18    | POR   | Kevin Chamorro       |     |
| 22    | DEF   | Jefry Valverde       |     |
| 19    | DEF   | Kendall Waston       |     |
| 3     | DEF   | Juan Pablo Vargas    |     |
| 15    | DEF   | Francisco Calvo      | 82' |
| 20    | MED   | Wilmer Azofeifa      | 63' |
| 5     | MED   | Celso Borges         |     |
| 10    | MED   | Cristopher Núñez     | 83' |
| 12    | MED   | Joel Campbell        |     |
| 8     | MED   | Josimar Alcócer      | 82' |
| 7     | DEL   | Anthony Contreras    |     |
| D. T. | D. T. | Luis Fernando Suárez |     |

| 14 | MED | Erick Sánchez    | 70'   |
| 11 | DEL | Santiago Giménez | 70'   |
| 2  | DEF | Julián Araujo    | 84'   |
| 10 | DEL | Roberto Alvarado | 84'   |
| 21 | DEF | Israel Reyes     | 90+1' |

| 11 | MED | Aarón Suárez    | 63' |
| 16 | DEL | Warren Madrigal | 82' |
| 13 | DEF | Suhander Zúñiga | 82' |
| 6  | DEF | Pablo Arboine   | 83' |

| 52' · 87' | Orbelín Pineda Érick Sánchez |  |

| 55' | Edson Álvarez |

| 12' · 68' · 87' | Wilmer Azofeifa Celso Borges Francisco Calvo |

| Principal  | Said Martínez     |
| Asistentes | Walter López      |
|            | Christian Ramírez |
| Cuarto     | Chris Penso       |

|  |                    |     |     |
|  | Tiros              | 14  | 9   |
|  | Tiros a puerta     | 8   | 1   |
|  | Faltas             | 16  | 16  |
|  | Saques de esquina  | 4   | 7   |
|  | Penaltis           | 1   | 0   |
|  | Fueras de juego    | 2   | 1   |
|  | Posesión del balón | 52% | 48% |

| 1     | POR   | Guillermo Ochoa |       |
| 23    | DEF   | Jesús Gallardo  |       |
| 5     | DEF   | Johan Vázquez   |       |
| 3     | DEF   | César Montes    |       |
| 19    | DEF   | Jorge Sánchez   | 84'   |
| 18    | MED   | Luis Chávez     | 70'   |
| 4     | MED   | Edson Álvarez   | 90+1' |
| 7     | MED   | Luis Romo       |       |
| 17    | MED   | Orbelín Pineda  | 84'   |
| 15    | MED   | Uriel Antuna    |       |
| 20    | DEL   | Henry Martín    | 70'   |
| D. T. | D. T. | Jaime Lozano    |       |

| 18    | POR   | Kevin Chamorro       |     |
| 22    | DEF   | Jefry Valverde       |     |
| 19    | DEF   | Kendall Waston       |     |
| 3     | DEF   | Juan Pablo Vargas    |     |
| 15    | DEF   | Francisco Calvo      | 82' |
| 20    | MED   | Wilmer Azofeifa      | 63' |
| 5     | MED   | Celso Borges         |     |
| 10    | MED   | Cristopher Núñez     | 83' |
| 12    | MED   | Joel Campbell        |     |
| 8     | MED   | Josimar Alcócer      | 82' |
| 7     | DEL   | Anthony Contreras    |     |
| D. T. | D. T. | Luis Fernando Suárez |     |

| 14 | MED | Erick Sánchez    | 70'   |
| 11 | DEL | Santiago Giménez | 70'   |
| 2  | DEF | Julián Araujo    | 84'   |
| 10 | DEL | Roberto Alvarado | 84'   |
| 21 | DEF | Israel Reyes     | 90+1' |

| 11 | MED | Aarón Suárez    | 63' |
| 16 | DEL | Warren Madrigal | 82' |
| 13 | DEF | Suhander Zúñiga | 82' |
| 6  | DEF | Pablo Arboine   | 83' |

| 52' · 87' | Orbelín Pineda Érick Sánchez |  |

| 55' | Edson Álvarez |

| 12' · 68' · 87' | Wilmer Azofeifa Celso Borges Francisco Calvo |

| Principal  | Said Martínez     |
| Asistentes | Walter López      |
|            | Christian Ramírez |
| Cuarto     | Chris Penso       |

|  |                    |     |     |
|  | Tiros              | 14  | 9   |
|  | Tiros a puerta     | 8   | 1   |
|  | Faltas             | 16  | 16  |
|  | Saques de esquina  | 4   | 7   |
|  | Penaltis           | 1   | 0   |
|  | Fueras de juego    | 2   | 1   |
|  | Posesión del balón | 52% | 48% |

| 1     | POR   | Guillermo Ochoa |       |
| 23    | DEF   | Jesús Gallardo  |       |
| 5     | DEF   | Johan Vázquez   |       |
| 3     | DEF   | César Montes    |       |
| 19    | DEF   | Jorge Sánchez   | 84'   |
| 18    | MED   | Luis Chávez     | 70'   |
| 4     | MED   | Edson Álvarez   | 90+1' |
| 7     | MED   | Luis Romo       |       |
| 17    | MED   | Orbelín Pineda  | 84'   |
| 15    | MED   | Uriel Antuna    |       |
| 20    | DEL   | Henry Martín    | 70'   |
| D. T. | D. T. | Jaime Lozano    |       |

| 18    | POR   | Kevin Chamorro       |     |
| 22    | DEF   | Jefry Valverde       |     |
| 19    | DEF   | Kendall Waston       |     |
| 3     | DEF   | Juan Pablo Vargas    |     |
| 15    | DEF   | Francisco Calvo      | 82' |
| 20    | MED   | Wilmer Azofeifa      | 63' |
| 5     | MED   | Celso Borges         |     |
| 10    | MED   | Cristopher Núñez     | 83' |
| 12    | MED   | Joel Campbell        |     |
| 8     | MED   | Josimar Alcócer      | 82' |
| 7     | DEL   | Anthony Contreras    |     |
| D. T. | D. T. | Luis Fernando Suárez |     |

| 14 | MED | Erick Sánchez    | 70'   |
| 11 | DEL | Santiago Giménez | 70'   |
| 2  | DEF | Julián Araujo    | 84'   |
| 10 | DEL | Roberto Alvarado | 84'   |
| 21 | DEF | Israel Reyes     | 90+1' |

| 11 | MED | Aarón Suárez    | 63' |
| 16 | DEL | Warren Madrigal | 82' |
| 13 | DEF | Suhander Zúñiga | 82' |
| 6  | DEF | Pablo Arboine   | 83' |

| 52' · 87' | Orbelín Pineda Érick Sánchez |  |

| 55' | Edson Álvarez |

| 12' · 68' · 87' | Wilmer Azofeifa Celso Borges Francisco Calvo |

| Principal  | Said Martínez     |
| Asistentes | Walter López      |
|            | Christian Ramírez |
| Cuarto     | Chris Penso       |

|  |                    |     |     |
|  | Tiros              | 14  | 9   |
|  | Tiros a puerta     | 8   | 1   |
|  | Faltas             | 16  | 16  |
|  | Saques de esquina  | 4   | 7   |
|  | Penaltis           | 1   | 0   |
|  | Fueras de juego    | 2   | 1   |
|  | Posesión del balón | 52% | 48% |

## Estadísticas

### Participación de jugadores
| N.° | Pos        | Jugador           | PJ | Minutos jugados | Goles recibidos | Atajos | Tarjetas amarillas | Doble tarjeta amarilla y roja | Tarjetas rojas |
| --- | ---------- | ----------------- | -- | --------------- | --------------- | ------ | ------------------ | ----------------------------- | -------------- |
| 1   | Guardameta | Jussef Delgado    | 0  | 0               | -0              | 0      | 0                  | 0                             | 0              |
| 18  | Guardameta | Kevin Chamorro    | 4  | 360             | -8              | 17     | 0                  | 0                             | 0              |
| 23  | Guardameta | Alexandre Lezcano | 0  | 0               | -0              | 0      | 0                  | 0                             | 0              |

| N.° | Pos            | Jugador           | PJ | Minutos jugados | Goles | Asistencias | Tarjetas Amarillas | Doble tarjeta amarilla y roja | Tarjetas rojas |
| --- | -------------- | ----------------- | -- | --------------- | ----- | ----------- | ------------------ | ----------------------------- | -------------- |
| 2   | Defensa        | Carlos Martínez   | 0  | 0               | 0     | 0           | 0                  | 0                             | 0              |
| 3   | Defensa        | Juan Pablo Vargas | 4  | 360             | 1     | 0           | 1                  | 0                             | 0              |
| 4   | Defensa        | Keysher Fuller    | 0  | 0               | 0     | 0           | 0                  | 0                             | 0              |
| 5   | Centrocampista | Celso Borges      | 4  | 343             | 0     | 0           | 1                  | 0                             | 0              |
| 6   | Defensa        | Pablo Arboine     | 3  | 16              | 0     | 0           | 0                  | 0                             | 0              |
| 7   | Delantero      | Anthony Contreras | 4  | 248             | 1     | 1           | 0                  | 0                             | 0              |
| 8   | Centrocampista | Josimar Alcócer   | 4  | 307             | 0     | 0           | 1                  | 0                             | 0              |
| 9   | Centrocampista | Diego Campos      | 1  | 15              | 0     | 0           | 0                  | 0                             | 0              |
| 10  | Centrocampista | Cristopher Núñez  | 4  | 249             | 0     | 0           | 1                  | 0                             | 0              |
| 11  | Centrocampista | Aarón Suárez      | 3  | 136             | 1     | 0           | 0                  | 0                             | 0              |
| 12  | Delantero      | Joel Campbell     | 4  | 360             | 1     | 3           | 0                  | 0                             | 0              |
| 13  | Defensa        | Suhander Zúñiga   | 3  | 80              | 0     | 1           | 0                  | 0                             | 0              |
| 14  | Centrocampista | Ricardo Peña      | 1  | 59              | 0     | 0           | 0                  | 0                             | 0              |
| 15  | Defensa        | Francisco Calvo   | 4  | 352             | 1     | 0           | 1                  | 0                             | 0              |
| 16  | Delantero      | Warren Madrigal   | 4  | 77              | 0     | 0           | 0                  | 0                             | 0              |
| 17  | Centrocampista | Carlos Mora       | 2  | 76              | 0     | 0           | 0                  | 0                             | 0              |
| 19  | Defensa        | Kendall Waston    | 4  | 360             | 1     | 0           | 1                  | 0                             | 0              |
| 20  | Centrocampista | Wilmer Azofeifa   | 4  | 195             | 0     | 0           | 2                  | 0                             | 0              |
| 21  | Centrocampista | Roan Wilson       | 1  | 15              | 0     | 0           | 1                  | 0                             | 0              |
| 22  | Defensa        | Jefry Valverde    | 4  | 352             | 0     | 0           | 1                  | 0                             | 0              |

Por motivos de lesión, Roan Wilson y Carlos Mora fueron retirados de la competición a inicios de los cuartos de final, siendo remplazados por Yeltsin Tejeda y Kenneth Vargas.
| N.° | Pos            | Jugador        | PJ | Minutos jugados | Goles | Asistencias | Tarjetas Amarillas | Doble tarjeta amarilla y roja | Tarjetas rojas |
| --- | -------------- | -------------- | -- | --------------- | ----- | ----------- | ------------------ | ----------------------------- | -------------- |
| 24  | Centrocampista | Yeltsin Tejeda | 0  | 0               | 0     | 0           | 0                  | 0                             | 0              |
| 25  | Centrocampista | Kenneth Vargas | 0  | 0               | 0     | 0           | 0                  | 0                             | 0              |

### Goleadores
| N.°   | Jugador           | Anotado | PJ | Prom. | Jugada | Cabeza | TL | Penal |
| ----- | ----------------- | ------- | -- | ----- | ------ | ------ | -- | ----- |
| 1     | Diego Campos      | 1       | 1  | 1     | 1      | 0      | 0  | 0     |
| 2     | Aarón Suárez      | 1       | 2  | 0.5   | 1      | 0      | 0  | 0     |
| 3     | Kendall Waston    | 1       | 4  | 0.25  | 1      | 0      | 0  | 0     |
| 4     | Juan Pablo Vargas | 1       | 4  | 0.25  | 0      | 1      | 0  | 0     |
| 5     | Joel Campbell     | 1       | 4  | 0.25  | 0      | 0      | 0  | 1     |
| 6     | Anthony Contreras | 1       | 4  | 0.25  | 1      | 0      | 0  | 0     |
| 7     | Francisco Calvo   | 1       | 4  | 0.25  | 1      | 0      | 0  | 0     |
| Total | Total             | 7       | 4  | 0.33  | 5      | 1      | 0  | 1     |

### Asistencias
| N.°   | Jugador         | Asistencia | Jugada | Cabeza | TL | SdE |
| ----- | --------------- | ---------- | ------ | ------ | -- | --- |
| 1     | Joel Campbell   | 3          | 2      | 0      | 0  | 1   |
| 2     | Suhander Zúñiga | 1          | 1      | 0      | 0  | 0   |
| Total | Total           | 4          | 3      | 0      | 0  | 1   |

### Tarjetas disciplinarias
| N.°   | Jugador           | Amonestado | Otorgado · Expulsado | Expulsado | Sanción |
| ----- | ----------------- | ---------- | -------------------- | --------- | ------- |
| 1     | Wilmer Azofeifa   | 2          | 0                    | 0         |         |
| 2     | Josimar Alcócer   | 1          | 0                    | 0         |         |
| 3     | Cristopher Núñez  | 1          | 0                    | 0         |         |
| 4     | Juan Pablo Vargas | 1          | 0                    | 0         |         |
| 5     | Jefry Valverde    | 1          | 0                    | 0         |         |
| 6     | Kendall Waston    | 1          | 0                    | 0         |         |
| 7     | Roan Wilson       | 1          | 0                    | 0         |         |
| 8     | Francisco Calvo   | 1          | 0                    | 0         |         |
| 9     | Celso Borges      | 1          | 0                    | 0         |         |
| Total | Total             | 10         | 0                    | 0         |         |